# 애슐린 브룩
애슐린 브룩(Ashlynn Brooke, 1985년 8월 14일 ~ )은 미국의 포르노 배우이다.

## 출연 작품
- 피라냐 (2010)